# スチュアートウ
スチュアートウ（Phalacrocorax chalconotus）は、ペリカン目ウ科ウ属に分類される鳥類。

## 分布
ニュージーランド（南島、スチュアート島）固有種

## 形態
全長65-71センチメートル。全身の羽衣が緑色の光沢があり黒い個体（暗色型）と、上面や腿の羽衣が黒く下面の羽衣が白い個体（淡色型）がいる。顔には羽毛がなく、赤褐色の皮膚が裸出する。
虹彩は褐色。嘴の色彩は灰褐色。後肢の色彩は淡赤色。
繁殖期になると額の羽毛が伸長（冠羽）する。

## 分類
属内ではチャタムウやノドジロムナオビウに近縁と考えられている。

## 生態
海岸に生息する。季節的な渡りは行わない。
食性は動物食で、魚類、甲殻類を食べると考えられている。
繁殖形態は卵生。岩場に集団繁殖地（コロニー）を形成する。

## 人間との関係
漁業による混獲、生息地への人間や動物の侵入などにより生息数は減少している。